# Grb Občine Šmarješke Toplice
Grb Občine Šmarješke Toplice je upodobljen na ščitu poznogotskega stila, sanitske oblike. Vodoravni srebrni pas deli polje ščita na zgornjo zeleno in spodnjo modro polje enakih površin. Navpični srebrni pas deli ščit na simetrični polovici. Deljeno modro polje predstavlja termalno in pitno vodo, zeleno deljeno polje pa dve vinogradniški področji, Vinji vrh in Koglo.
Na presečišču pasov se nahaja stiliziran vrč z dvema ročajema zlate barve. Vrč pomeni zaklad duhovnega življenja in ima več pomenov. Je simbol skrivne sile, pa tudi simbol enotnosti v različnosti. Poleg tega predstavlja vrč tudi gostoljublje.
Zlati trak, ki ga nosi ščit ob svojih zunanjih robovih, lahko služi le kot grbovni okras. 